# Бозон IV (граф Перигора)

Перигор на карте Франции XII в.

Бозон IV (фр. Boson IV de Périgord; ок. 1110 — 1166) — граф Перигора с 1149, сеньор де Гриньоль.
Сын Одоберта III. В 1135 году упоминается как сеньор де Гриньоль.
С начала 1140-х годов был соправителем дяди — Эли Рудела. После его смерти (1149) — единоличный правитель Перигора.
Жена — Контор. Дети:
- Эли VI Талейран (ум. 1203), граф Перигора
- Одоберт, монах
- Бозон, монах
- Ранульф (ум. после 1188), аббат цистерцианского аббатства Нотр-Дам де ла Фэз.
- Жордана, жена Аршамбо V, виконта де Комборн.